# Brooklin Velho
Brooklin Velho ou Brooklin Paulista é a área majoritariamente residencial do bairro nobre do Brooklin, localizado na cidade de São Paulo, Brasil. É administrada pela Subprefeitura de Santo Amaro e encontra-se no distrito de Campo Belo.
Delimitada pela Avenida Vicente Rao, Avenida Santo Amaro, Avenida Jornalista Roberto Marinho e Avenida Washington Luís. Faz divisa com os bairros: Brooklin Novo, Chácara Flora, Chácara Santo Antônio e Vila Congonhas.

## História
No século XIX, a região do Brooklin era composta por grandes propriedades rurais, utilizadas principalmente para a agricultura de subsistência e criação de gado, pertencendo a famílias tradicionais da cidade. Este período viu as primeiras transformações significativas com a construção de estradas que ligavam a zona rural ao centro da cidade.
O loteamento do Brooklin iniciou-se no início do século XX, com a venda de grandes chácaras para o desenvolvimento urbano. A região gerou interesse do mercado imobiliário após a década de 1910, quando foi inaugurada uma linha de bondes elétricos pela empresa canadense São Paulo Tramway, Light and Power Company. Até então, chamava-se 5º desvio e era pouco habitada. O loteamento das terras lançado pela Sociedade Anônima Fábrica Votorantim, sendo uma área de alto padrão. A história bairro e do grupo industrial que vendia terrenos a prestações é retratada no documentário e longa-metragem "A Sociedade Anonyma Fabrica Votorantim" produzido em 1922. A presença de imigrantes alemães, a partir das décadas de 1920 e 1930, influenciou bastante o desenvolvimento do bairro, trazendo traços culturais e arquitetônicos que podem ser observados até hoje.
Durante as décadas de 1950 e 1960, o Brooklin passou por um crescimento acelerado, com a construção de residências e edifícios modernos. A inauguração de vias importantes, como a Avenida Santo Amaro, impulsionou o desenvolvimento econômico e a urbanização do bairro, que começou a atrair uma população de classe média e alta. O bairro também é conhecido por seus eventos culturais, como a tradicional Festa do Brooklin, que celebra a cultura alemã com música, dança e gastronomia.
Em 2001, os moradores do Brooklin Velho realizaram uma pesquisa própria sobre as árvores do bairro. Com patrocínio, o levantamento revelou que, das 4.242 árvores da região, 3.039 precisavam de tratamento. Este dado alarmante levou a Sabrove (Sociedade Amigos do Brooklin Velho) a trabalhar em conjunto com a subprefeitura de Santo Amaro para gerenciar a arborização local. A associação busca atualizar os dados e implementar projetos para aumentar as áreas verdes no bairro, colaborando também com outras associações de São Paulo.
Foi na Rua Zacarias de Góis que ocorreu um crime que chocou o país. Em 31 de outubro de 2002, Suzane Louise von Richthofen e os irmãos Daniel e Cristian Cravinhos foram à casa dos von Richthofen e assassinaram o engenheiro Manfred Albert  von Richthofen e a psiquiatra Marísia von Richthofen. As vítimas eram os pais de Suzane. O crime ficou conhecido como Caso Richthofen. Devido ao caso de repercussão nacional os imóveis localizados nas adjacências da Mansão Richthofen sofreram desvalorização nos últimos anos.

## Atualidade
Geograficamente, o Brooklin está situado em uma região de relevo relativamente plano, com altitude média de cerca de 760 metros acima do nível do mar. O bairro conta com áreas verdes significativas, como a Praça General Gentil Falcão e o Parque do Cordeiro Martin Luther King, que oferecem espaços recreativos e de lazer para a população local. Estas áreas são essenciais para a qualidade de vida dos moradores, proporcionando um refúgio verde em meio à urbanização.
A região é predominantemente residencial, intensamente arborizada, de baixa densidade populacional e ruas silenciosas, constituindo-se em um bairro-jardim de cerca de 2000 residências. Sua horizontalidade é protegida pela Lei de Zoneamento paulistana e as árvores presentes em seu território são preservadas pelo Decreto 39.743 de 1994. É classificada pelo CRECI como "Zona de Valor A", assim como outras áreas nobres da capital como Higienópolis, Alto de Pinheiros e Moema.
O nome "Brooklin" é uma homenagem ao bairro homônimo de Nova York, refletindo o desejo de replicar o sucesso urbano e econômico da cidade americana. As vias do Brooklin frequentemente homenageiam estados e cidades dos Estados Unidos, como a Avenida Nova York e a Rua Arizona, reforçando essa conexão cultural. O Brooklin possui uma rica vida cultural, com eventos que celebram a diversidade e a história do bairro. A presença de igrejas históricas, como a Igreja de Santo Amaro, reflete a herança cultural e religiosa dos imigrantes que contribuíram para o desenvolvimento do bairro.
Os moradores do bairro são representados pela Sociedade Amigos do Brooklin Velho (SABROVE), a associação criada em 1994 foi responsável pela alteração do projeto da Avenida Jornalista Roberto Marinho e  objetiva a melhoria da qualidade de vida no bairro.
No quadrilátero das avenidas Santo Amaro x Jornalista Roberto Marinho x Professor Vicente Rao x Vereador Jose Diniz há uma exceção aos padrões urbanísticos da área. Apresenta verticalização, baixa arborização e possui estabelecimentos de serviços, como supermercados e lojas. Já nos arredores das avenidas Washington Luís e Jornalista Roberto Marinho situam-se favelas.
Abriga a E.E. Mário de Andrade, o Colégio Adventista de Brooklin, sua segurança é feita pelo 27° Distrito Policial - Campo Belo. Nos arredores do bairro, há a Estação Campo Belo da Linha 5-Lilás do Metrô, que foi inaugurada no ano de 2019. Poderá receber a  estação Brooklin Paulista da Linha 17-Ouro, construída em monotrilho.

### Eventos
Maifest
É um evento multicultural que faz parte do calendário oficial da cidade, organizado pela Associação dos Empreendedores e Moradores do Brooklin - AEMB. Realizado no mês de maio no quadrilátero das ruas Joaquim Nabuco, Princesa Isabel, Barão do Triunfo e Bernardino de Campos, apresenta exposições nacionais e internacionais, filmes, música, dentre outras atrações da cultura alemã, que trazem anualmente ao bairro aproximadamente 120 mil pessoas.
Brooklin Fest
Nela realiza-se anualmente o "Brooklin Fest", evento que homenageia os imigrantes alemães do bairro. Também é organizado pela AEMB, atrai cerca de 100 mil pessoas em cada edição.  A festa localizada nas ruas do quadrilátero Joaquim Nabuco, Princesa Isabel, Bernardino de Campos e Barão do Triunfo apresenta atrações musicais, venda de artesanato, comidas típicas e campeonatos de chope, aos moldes da Oktoberfest. Ocorre no mês de outubro.